# Exit (film, 2006)
Pour les articles homonymes, voir Exit.
Pour plus de détails, voir Fiche technique et Distribution.
Exit est un thriller suédois écrit, produit et réalisé par Peter Lindmark, sorti en 2006.

## Fiche technique
- Titre original : Exit
- Réalisation : Peter Lindmark
- Scénario : Peter Lindmark, d'après le roman Dödlig exit de Jesper Kärrbrinks et Håkan Ramsins
- Direction artistique : Mårten Eriksson
- Décors : Mårten Eriksson
- Costumes : Viktoria Mattila
- Photographie : Eric Maddison
- Montage : Thomas Lagerman
- Musique : Johan Söderqvist
- Production : Steve Aalam, Thomas Allercrantz, Daniel Collert, Sten Johansson et Peter Lindmark
- Société de production : Isis Cataegis Pictures ; Röde Orm Film AB (coproduction)
- Société de distribution : Triangelfilm AB
- Pays d'origine : Suède
- Langues originales : suède, danois, anglais
- Format : couleur - 2.35 : 1 -  Dolby Digital
- Genre : thriller
- Durée : 104 minutes
- Dates de sortie :
  -  Danemark : 26 septembre 2006 (Festival international du film de Copenhague)
  -  Suède : 6 octobre 2006 (nationale)
  -  France : 22 juin 2007 (Festival du film policier de Cognac) ; 1er septembre 2009 (DVD)

## Distribution
- Mads Mikkelsen - Thomas Skepphult
- Alexander Skarsgård - Fabian von Klerking
- Samuel Fröler - Morgan Nordenstråle
- Kirsti Torhaug - Anna Skepphult

## Accueil

### Sorties internationales
Exit est projeté en avant-première le 26 septembre 2006 au Festival international du film de Copenhague avant sa sortie nationale le 6 octobre 2006 en Suède.
En France, il est sélectionné le 22 juin 2007 au Festival du film policier de Cognac, mais n'est pas sorti dans les salles française à l'exception d'en DVD à partir du 1er septembre 2009.